# Jean Dax
Jean Dax, gebürtig Gontran Théodore Louis Henri Willar (* 17. September 1879 in Paris; † 6. Juni 1962 ebenda), war ein französischer Schauspieler bei Bühne und Film.

## Leben und Wirken
Dax stieß um die Jahrhundertwende zur Bühne und trat bis zum Ausbruch des Zweiten Weltkriegs unter anderem an folgenden Pariser Bühnen auf: dem Théâtre du Gymnase, dem Théâtre du Vaudeville, dem Théâtre des Variétés, Théâtre Fémina, dem Théâtre de la Michodière und dem Théâtre des Célestins. Zu den Stücken, in dem man ihn in dieser Zeit sehen konnte, zählen Le Détour, L’Âge d’aimer, Mademoiselle Josette, ma femme, Le Scandale de Monte-Carlo, Le Passe-partout, Suzette, La Maison de danses, L’Institut de Beauté, Le Tribun, Le Reflet, Après l’amour, Le Valet maître und Fascicule noir.
Noch im ersten Jahrzehnt des 20. Jahrhunderts, als die Kinematographie noch in den Kinderschuhen steckte, stieß Jean Dax zum Film. Bis zum Ausbruch des Ersten Weltkriegs erhielt Dax eine Fülle von Neben- wie Hauptrollen in meist kurzen Produktionen der Firma Pathé. Der Krieg unterbrach Dax’ Karriere von 1915 bis 1918 weitgehend, doch schon 1920 setzte er seine Filmarbeit unvermindert fort. Zum Ende der Stummfilmära, 1928/29, ging der Franzose für drei Filmproduktionen nach Deutschland und war in Berlin Filmpartner der Leinwanddiven Lil Dagover, Käthe von Nagy und Olga Tschechowa.
Zu Beginn der Tonfilmära, Anfang der 1930er Jahre, sah man Dax auch in den französischen Fassungen deutscher Film-Originale (Ariane, Gloria, Der Kongreß tanzt und Kiki). In späteren Jahren wurden seine Rollen sukzessive kleiner und, bis auf seinen Auftritt als Kaiser Franz-Joseph I. in Anatole Litvaks k.u.k.-Liebesdrama Mayerling, einem überwältigenden Publikumserfolg des Jahres 1936, auch unbedeutender bis Dax 1939 schließlich seine Filmarbeit wie auch seine Theatertätigkeit komplett einstellte.

## Filmografie
- 1909: L’Épi
- 1909: Le Luthier de Crémone
- 1910: Ferragus
- 1910: Fâcheuse méprise
- 1911: L’Abîme
- 1911: Notre-Dame de Paris
- 1912: La Folle de Penmarch
- 1912: Méprise fatale
- 1913: Le Roi du bagne
- 1913: La Comtesse noire
- 1913: Le Dévouement
- 1914: Dévouement fraternel
- 1914: Le Lion qui tue
- 1914: La Jolie Bretonne
- 1915: Sacrifice fraternel
- 1915: Plus que reine
- 1918: Humanité
- 1920: La Rafale
- 1920: Le Lys Rouge
- 1920: La Folie du doute
- 1921: L’Assommoir
- 1921: La Nuit de la Saint-Jean
- 1922: Son crime
- 1923: Le Roi de Paris
- 1923: Die Schlacht (La Bataille)
- 1924: Monsieur le directeur
- 1925: Les Dévoyés
- 1927: Éducation de prince
- 1928: L’Équipage
- 1928: Die Durchgängerin
- 1928: Der geheime Kurier
- 1929: Die Liebe der Brüder Rott
- 1929: Irene Rysbergues große Liebe (Maman Colibri)
- 1930: Accusée, levez-vous
- 1930: Ariane
- 1931: La Bataille
- 1931: Le congrès s’amuse
- 1931: Gloria
- 1932: Kokain (Au nom de la loi)
- 1932: Kiki
- 1932: Plaisirs de Paris
- 1933: Charlemagne
- 1934: L’Oncle de Pékin
- 1934: Le Petit Jacques
- 1934: Le Voyage imprévu
- 1935: Jim la Houlette
- 1935: La Marraine de Charley
- 1936: Port-Arthur
- 1936: Femmes
- 1936: Le Grand Refrain
- 1936: Ihr erster Fall (Un mauvais garçon)
- 1936: Mayerling
- 1937: La Fille de la Madelon
- 1938: Ceux de demain
- 1938: Une de la cavalerie
- 1939: Les Cinq Sous de Lavarède